# Спасо-Вознесенский собор (Ульяновск)
Спасо-Вознесе́нский собо́р — православный храм в Ульяновске (Симбирске), кафедральный собор Симбирской митрополии и епархии Русской православной церкви.

## История
В 1989 году в Ульяновске действовал лишь небольшой Свято-Богородице-Неопалимовский кафедральный собор, а здание Свято-Воскресенско-Германовского кафедрального собора не принадлежало православной церкви. В то же время от идеи восстановить Троицкий собор, который располагался на Соборной площади, либо снесённый Вознесенский собор, пришлось отказаться, поскольку пришлось бы вносить значительные изменения в архитектуру города. В итоге архитектурное управление Ульяновска предложило для строительства церкви участок площадью 2 га на пересечении улиц Минаева и 12-го Сентября.
В 1993 году на встрече губернатора Ульяновской области Юрия Горячева с епископом Проклом (Хазовым) и протодиаконом Алексием Скала было предложено возвести Спасо-Вознесенский собор на новом месте при помощи администрации области. Православная церковь поддержала эту идею, и распоряжение главы администрации Ульяновской области «О возрождении в г. Ульяновске Спасо-Вознесенского кафедрального собора» было подписано.
9 июня 1994 года в праздник Вознесения Господня был заложен кафедральный собор. Обряд освящения закладного камня центрального престола храма по благословению Патриарха Московского и всея Руси Алексея II совершил епископ Ульяновский и Мелекесский Прокл.
Вследствие того, что чертежи старого собора не сохранились, для постройки нового собора воспользовались фотографиями. Разработка проекта и его экспертиза были завершены к концу 1994 года, тогда же было освящено место для его постройки. Но возведение здания нового собора столкнулось с рядом сложностей: перекраивались границы участка, вырубка деревьев встретила проблемы, помощь властей оказалась недостаточной, а частных пожертвований было мало. Поэтому вначале было решено построить временный деревянный Всесвятский храм, чтобы доход с его деятельности использовать на строительство собора. В июле 1995 года Всесвятский храм начал строиться, а в апреле 1996 года он был освящён.
Собор рассчитан на 2 тысячи прихожан. Его здание построено в стиле барокко и окрашено в ярко-голубой цвет. Предполагается также возведение второй очереди храмового комплекса (крестильный храм, воскресная христианская школа и епархиальный музей).
Спасо-Вознесенский кафедральный собор начал строиться в 1997 году, но с кризисом 1998 года все работы были прекращены. Строительство было возобновлено в 2006 году благодаря значительным усилиям Алексия Скалы и содействию ульяновского губернатора Сергея Морозова.
Строительство собора было завершено в 2014 году, а в конце года проведены первые богослужения. Официальное открытие собора состоялось 21 мая 2015 года в присутствии патриарха Кирилла во время его посещения Симбирской митрополии.
В 2020 году собор закрыли на капитальный ремонт. В 2024 году ремонт практически закончен.

## Духовенство
- Митрополит Симбирский и Новоспасский Лонгин;
- протоиерей Святослав Еренков, настоятель и штатный клирик Спасо-Вознесенского собора с возложением на него обязанностей помощника ключаря собора по хозяйственной части (с 2015 по 2023)[9];
- Иеромонах Иларион (Хроль) ключарь (на 2025)[10];

## Святыни собора
- Главная святыня собора — мощи блаженного Андрея, Симбирского чудотворца, святого покровителя города. В крипте под алтарем Спасо-Вознесенского собора погребен митрополит Симбирский и Новоспасский Прокл (Хазов; † 2014 г.)[11][12][11].

## Фотографии собора

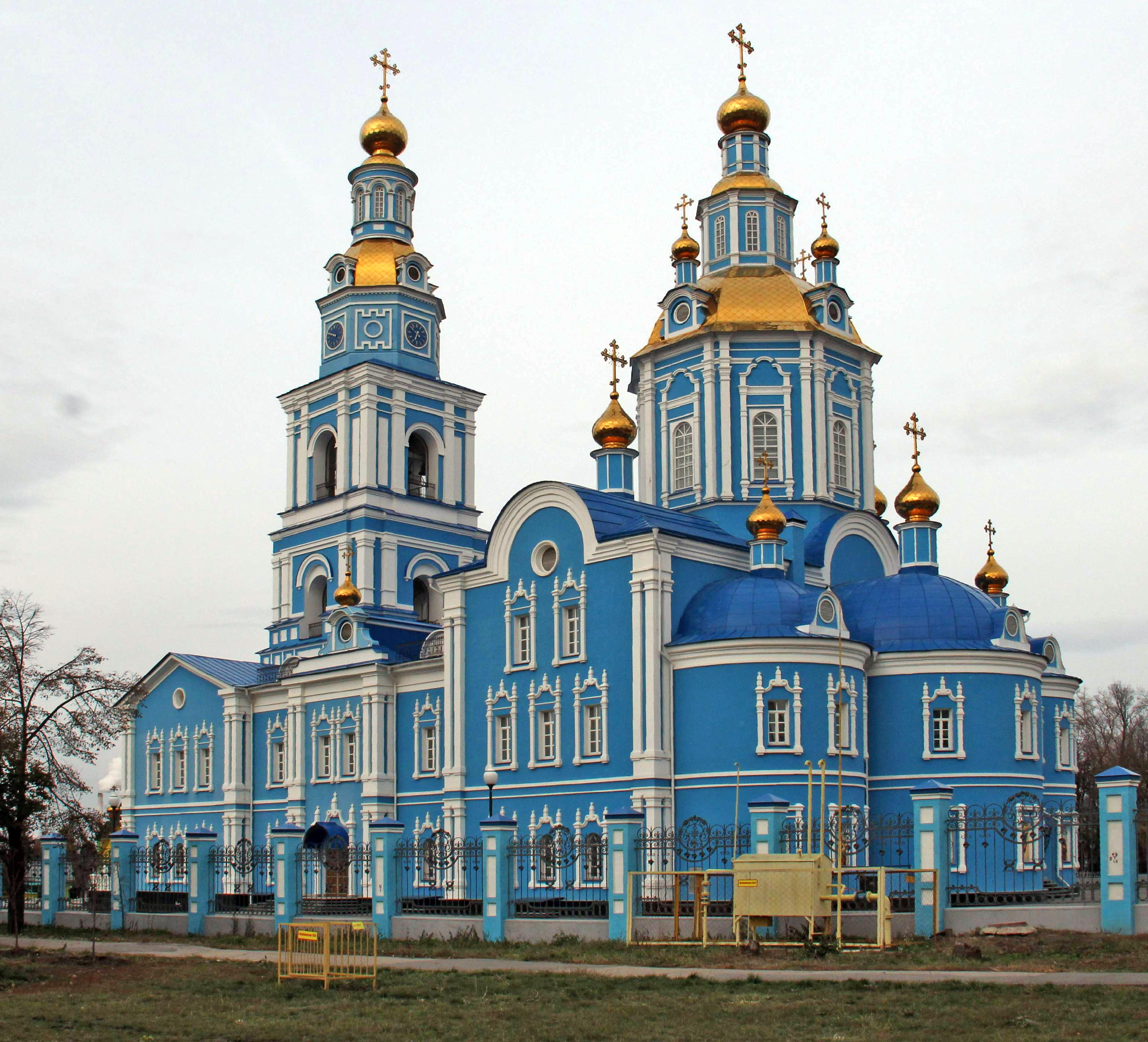
Вид собора с улицы Минаева
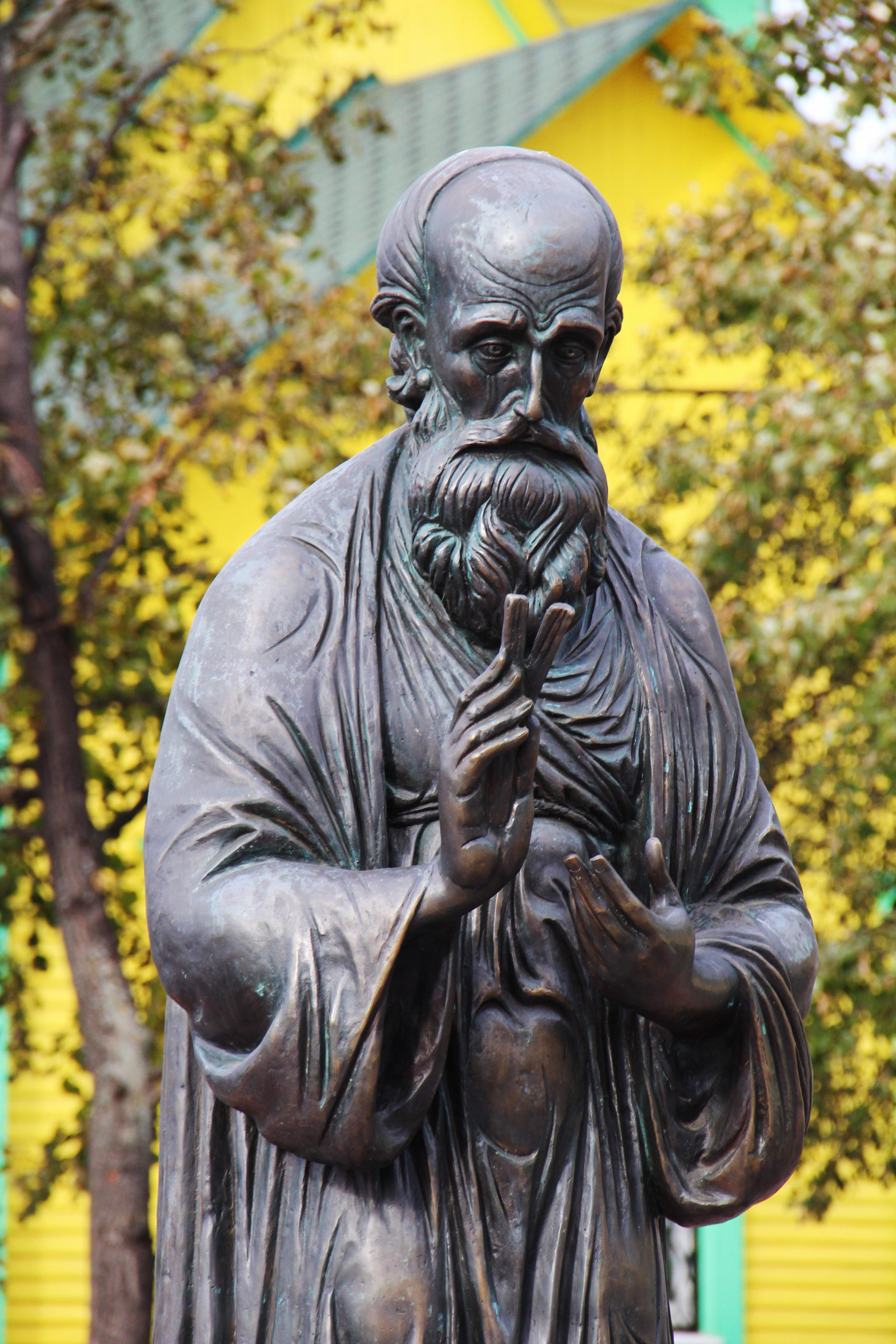
Памятник Св. Андрею Блаженному
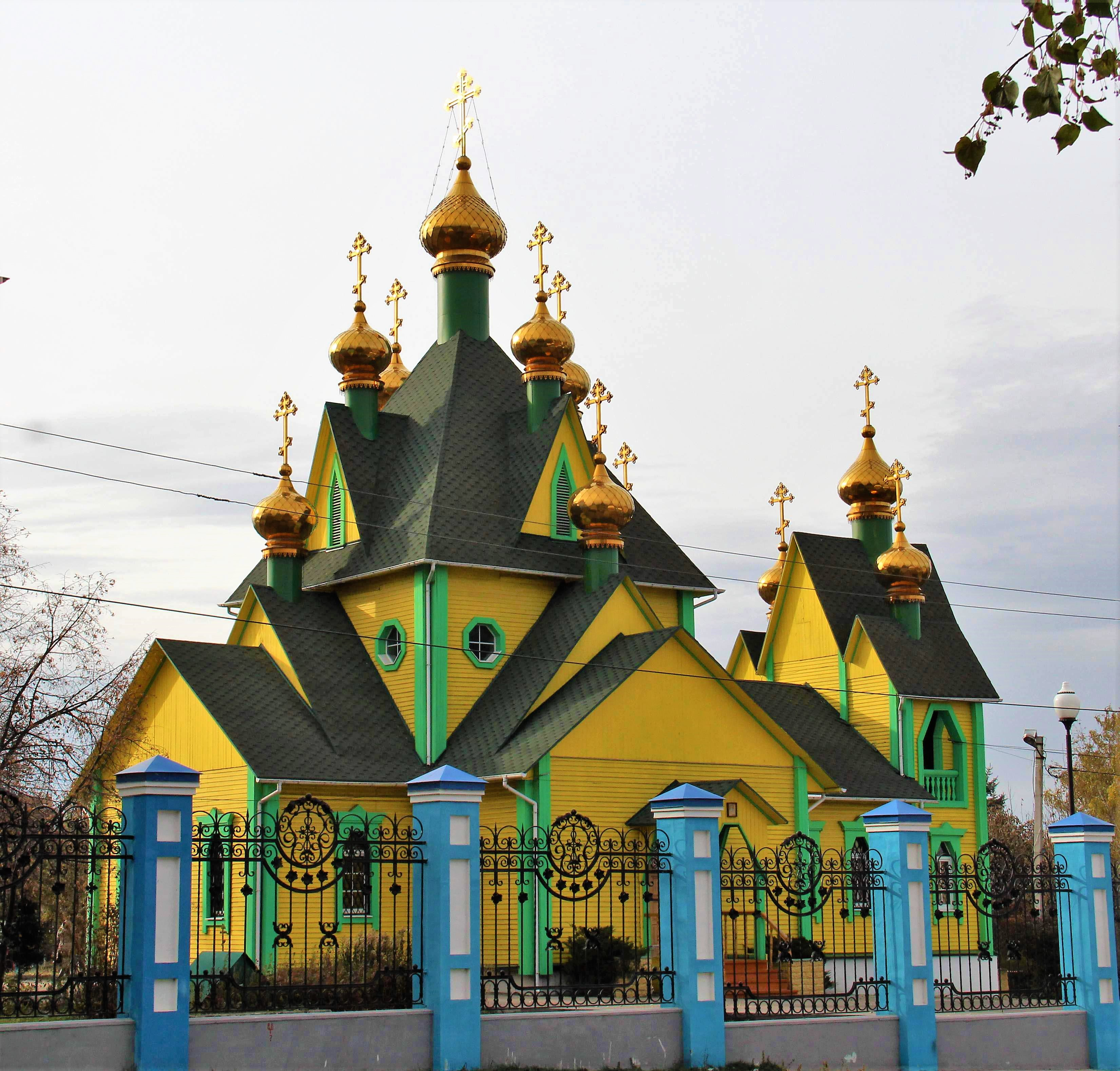
Всесвятская церковь
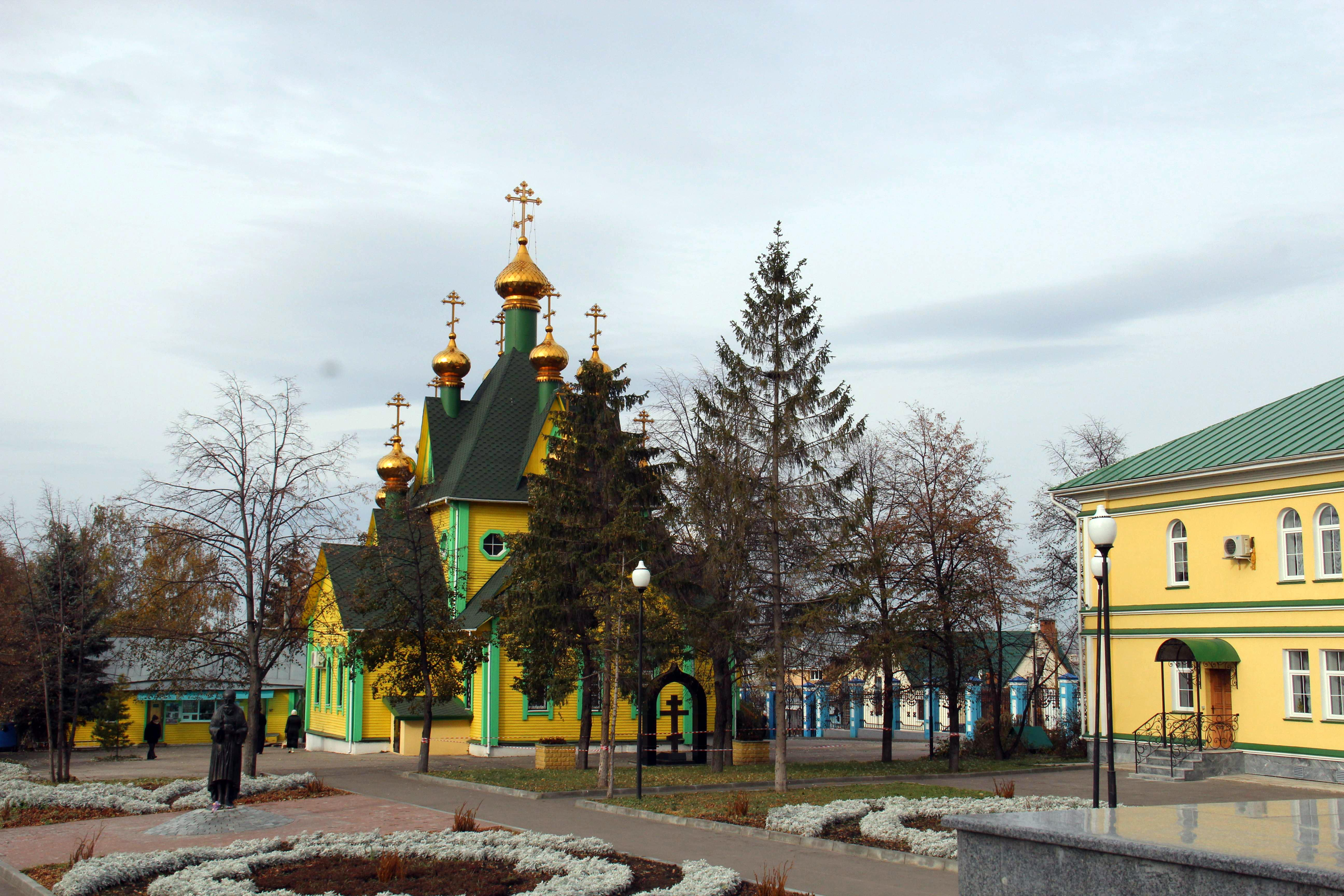
Вид на внутренний двор собора
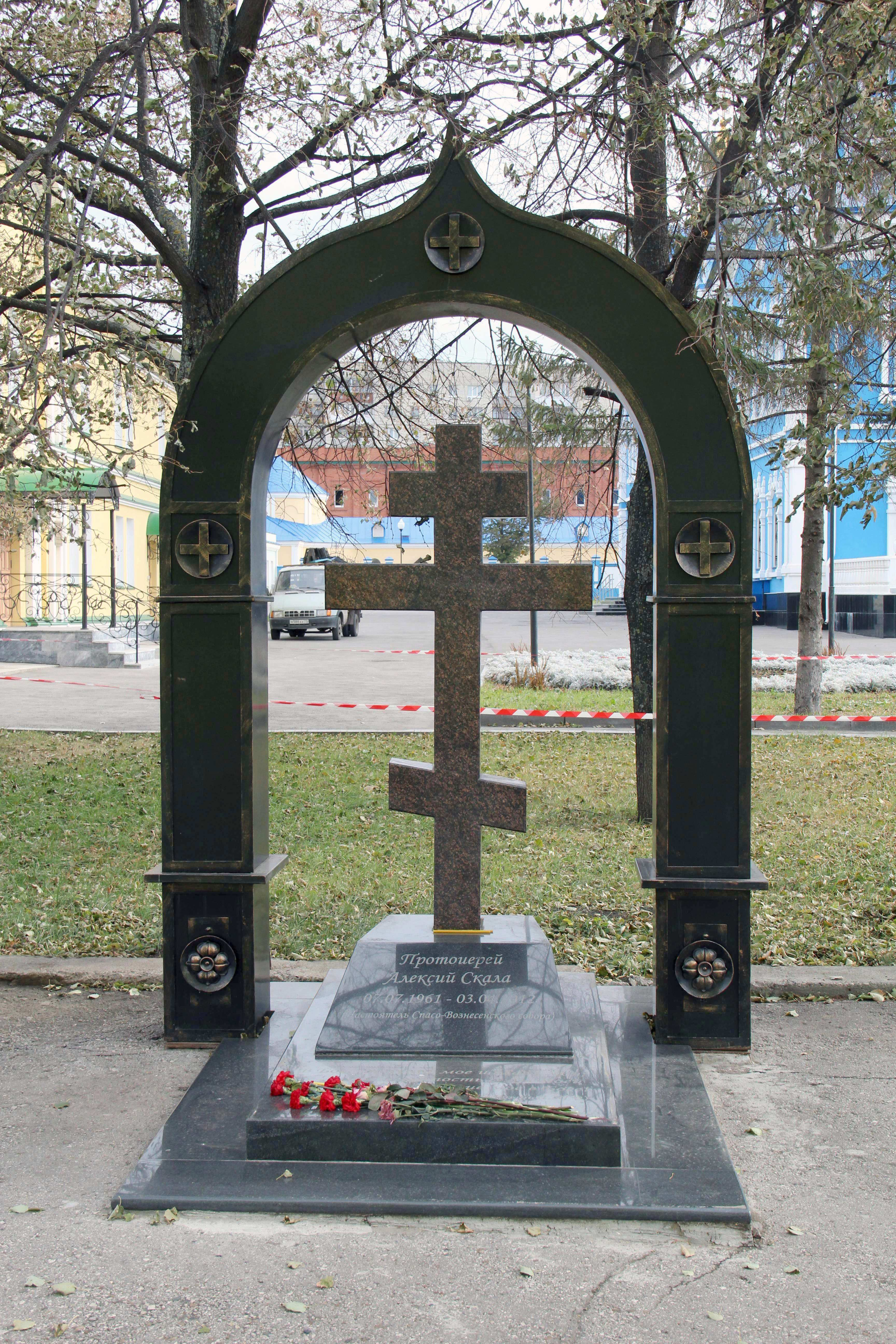
Могила Алексия Скалы
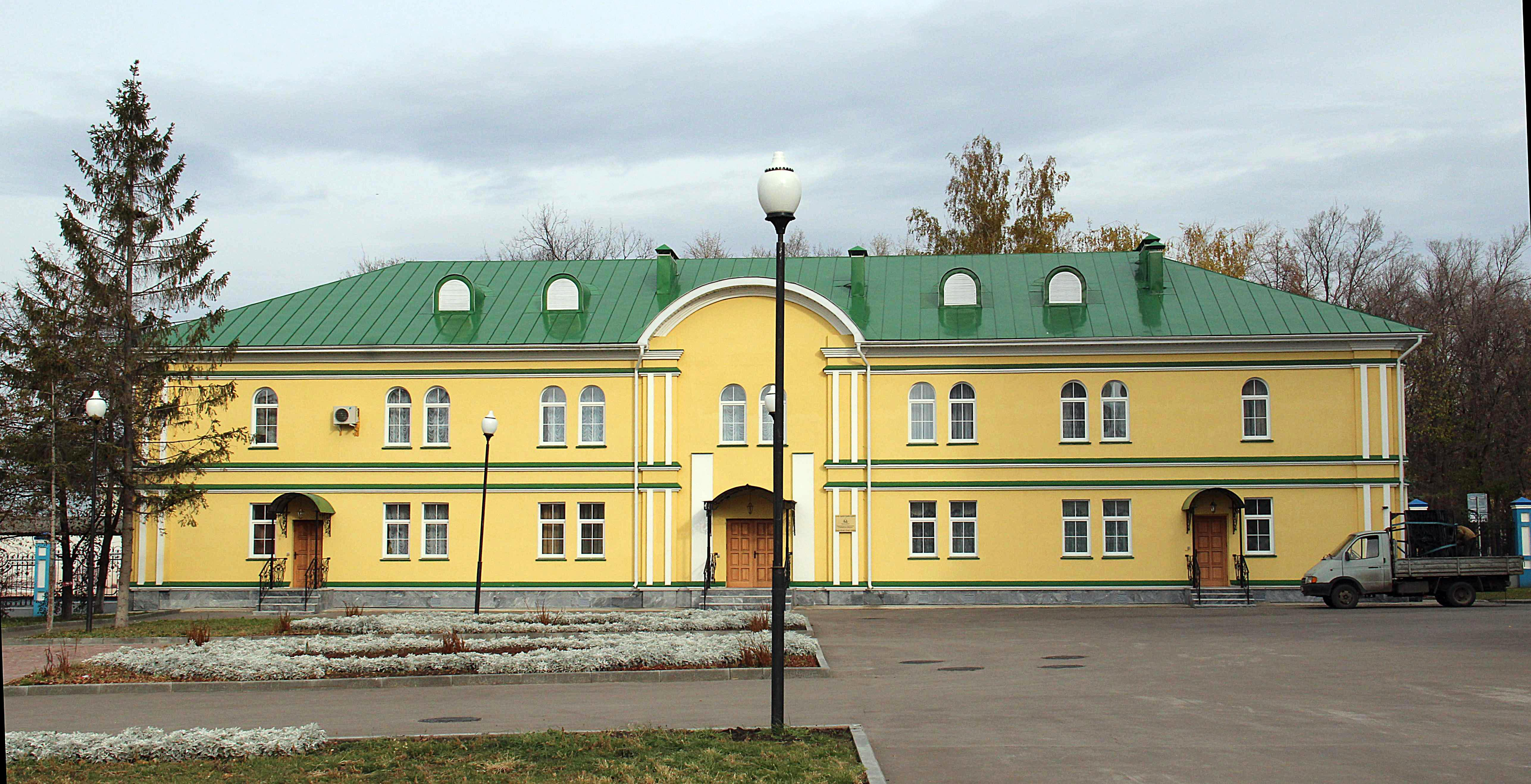
Управление Симбирской митрополии
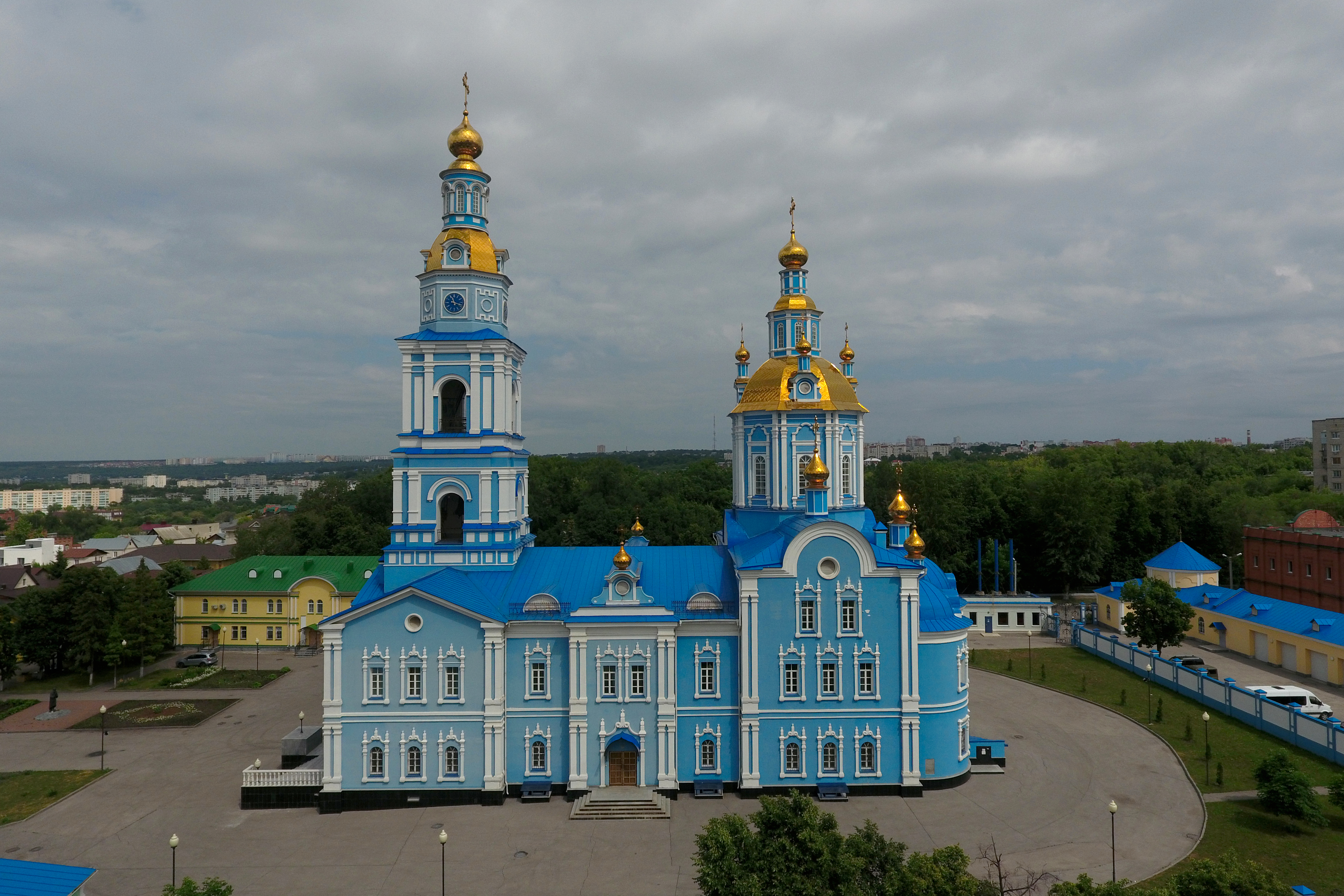
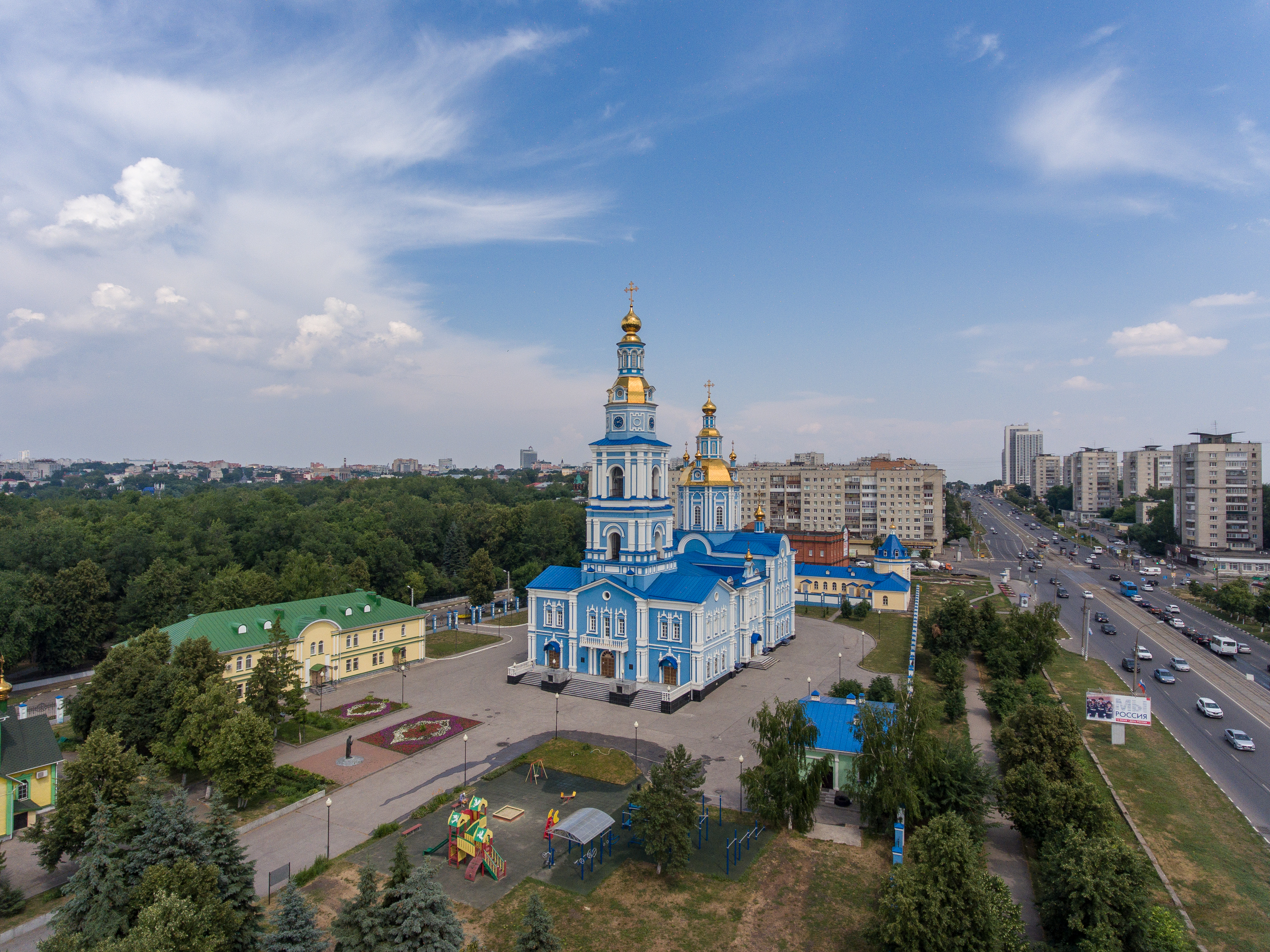
Спасо-Вознесенский собор (6.2021, до ремонта).